# Дримша
Дри́мша (болг. Дръмша) — село в Софійській області Болгарії. Входить до складу общини Костинброд.

## Населення
За даними перепису населення 2011 року у селі проживали 116 осіб, усі — болгари.
Розподіл населення за віком у 2011 році:
Динаміка населення: